# ألبرت جاي إنجل جونيور
ألبرت جاي إنجل جونيور (بالإنجليزية: Albert J. Engel, Jr.)‏ هو قاضي ومحامي أمريكي، ولد في 21 مارس 1924 في ليك سيتي في الولايات المتحدة، وتوفي في 5 أبريل 2013 في غراند رابيدز في الولايات المتحدة.